# ジャレッド・ゴードン
ジャレッド・ゴードン（Jared Gordon、1988年9月6日 - ）は、アメリカ合衆国の男性総合格闘家。ニューヨーク州クイーンズ区出身。キルクリフFC所属。元CFFCフェザー級王者。

## 来歴
幼少期からボクシングとレスリングを経験。高校時代に総合格闘技とブラジリアン柔術のトレーニングを始め、2007年にプロ総合格闘技デビュー。

### UFC
2017年6月25日、UFC初参戦となったUFC Fight Night: Chiesa vs. Leeでミシェル・キニョネスと対戦し、パウンドで2RTKO勝ち。
2018年12月15日、UFC on FOX 31でジョアキム・シウバと対戦し、スタンドパンチ連打で3RKO負け。ファイト・オブ・ザ・ナイトを受賞した。
2019年11月16日、UFC Fight Night: Błachowicz vs. Jacaréでライト級ランキング11位のチャールズ・オリベイラと対戦し、カウンターの右フックでぐらついたところに右アッパーで追撃され1RKO負け。
2022年12月10日、UFC 282でパディ・ピンブレットと対戦し、0-3の判定負け。しかし、海外のMMAメディアサイトの採点で24人中23人の記者がゴードンの勝利を支持するなど物議を醸す判定となった。

## 人物・エピソード
- 19歳の時、怪我の治療に使用した鎮痛剤の中毒になり、21歳の時にはヘロイン中毒に陥った。22歳の時に強盗や暴行の容疑で投獄され、23歳の時にホームレスとなり、薬物を入手するため路上で通行人に物乞いをしていた。その後、リハビリプログラムで中毒から一時的に立ち直るも、2015年のジェフ・レンツ戦で眼窩底を5箇所骨折した際に処方された鎮痛剤で中毒が再発し、人生で3回目のオーバドースで瀕死の状態に陥った。現在はリハビリで中毒を克服し、格闘技を通して自身と同じ境遇の人々に希望を与えたいと語っている。

## 戦績
| 総合格闘技 戦績 | 総合格闘技 戦績 | 総合格闘技 戦績 | 総合格闘技 戦績 | 総合格闘技 戦績 | 総合格闘技 戦績 | 総合格闘技 戦績 |
| --------------- | --------------- | --------------- | --------------- | --------------- | --------------- | --------------- |
| 28 試合         | (T)KO           | 一本            | 判定            | その他          | 引き分け        | 無効試合        |
| 20 勝           | 7               | 2               | 11              | 0               | 0               | 1               |
| 7 敗            | 4               | 1               | 2               | 0               | 0               | 1               |

| 勝敗 | 対戦相手                                       | 試合結果                                       | 大会名                                   | 開催年月日     |
|      | ラファ・ガルシア                               |                                                | UFC Fight Night: Lopes vs. Silva         | 2025年9月13日  |
| ×    | ナスラット・ハクパラスト                       | 5分3R終了 判定1-2                              | UFC on ABC 6: Whittaker vs. Aliskerov    | 2024年6月22日  |
| ○    | マルク・O・マドセン                            | 1R 4:42 TKO（右フック→パウンド）               | UFC 295: Procházka vs. Pereira           | 2023年11月11日 |
| －   | ボビー・グリーン                               | 1R 4:35 ノーコンテスト（偶発的なバッティング） | UFC Fight Night: Pavlovich vs. Blaydes   | 2023年4月22日  |
| ×    | パディ・ピンブレット                           | 5分3R終了 判定0-3                              | UFC 282: Błachowicz vs. Ankalaev         | 2022年12月10日 |
| ○    | レオナルド・サントス                           | 5分3R終了 判定3-0                              | UFC 278: Usman vs. Edwards 2             | 2022年8月20日  |
| ×    | グラント・ドーソン                             | 3R 4:11 リアネイキドチョーク                   | UFC on ESPN 35: Font vs. Vera            | 2022年4月30日  |
| ○    | ジョー・ソレッキ                               | 5分3R終了 判定2-1                              | UFC Fight Night: Santos vs. Walker       | 2021年10月2日  |
| ○    | ダニー・チャベス                               | 5分3R終了 判定3-0                              | UFC Fight Night: Blaydes vs. Lewis       | 2021年2月20日  |
| ○    | クリス・フィッシュゴールド                     | 5分3R終了 判定3-0                              | UFC on ESPN 13: Kattar vs. Ige           | 2020年7月16日  |
| ×    | チャールズ・オリベイラ                         | 1R 1:26 KO（右アッパー→パウンド）              | UFC Fight Night: Błachowicz vs. Jacaré   | 2019年11月16日 |
| ○    | ダン・モレット                                 | 5分3R終了 判定3-0                              | UFC on ESPN 3: Ngannou vs. dos Santos    | 2019年6月29日  |
| ×    | ジョアキム・シウバ                             | 3R 2:39 KO（スタンドパンチ連打）               | UFC on FOX 31: Lee vs. Iaquinta 2        | 2018年12月15日 |
| ×    | ディエゴ・フェレイラ                           | 1R 1:58 TKO（左フック→パウンド）               | UFC Fight Night: Cowboy vs. Medeiros     | 2018年2月18日  |
| ○    | ハクラン・ディアス                             | 5分3R終了 判定3-0                              | UFC Fight Night: Brunson vs. Machida     | 2017年10月28日 |
| ○    | ミシェル・キニョネス                           | 2R 4:24 TKO（パウンド）                        | UFC Fight Night: Chiesa vs. Lee          | 2017年6月25日  |
| ○    | ビル・アルジオ                                 | 5分4R終了 判定3-0                              | CFFC 63 【CFFCフェザー級タイトルマッチ】 | 2017年2月18日  |
| ○    | ダウォンド・ピックニー                         | 2R 3:10 リアネイキドチョーク                   | CFFC 60                                  | 2016年8月6日   |
| ○    | アンソニー・モリソン                           | 1R 1:48 KO（ハイキック）                       | CFFC 59 【CFFCフェザー級王座決定戦】     | 2016年7月9日   |
| ×    | ジェフ・レンツ                                 | 3R 5:00 TKO（ドクターストップ）                | CFFC 48 【CFFCフェザー級王座決定戦】     | 2015年5月9日   |
| ○    | ジェイ・コールマン                             | 1R 4:47 TKO（パンチ連打）                      | CFFC 45                                  | 2015年2月7日   |
| ○    | コーリー・ブリーケン                           | 5分3R終了 判定3-0                              | CFFC 44                                  | 2014年12月13日 |
| ○    | ジョンソン・ジャジューテ                       | 5分3R終了 判定3-0                              | CFFC 28                                  | 2013年10月26日 |
| ○    | アレハンドロ・ロマン                           | 5分5R終了 判定3-0                              | Duelo De Gigantes: Round 4               | 2015年2月13日  |
| ○    | ルイス・グスタボ・フェリックス・ドス・サントス | 5分3R終了 判定3-0                              | Duelo De Gigantes: Round 3               | 2014年10月24日 |
| ○    | オスカー・デ・ラ・パーラ                       | 3R 2:14 TKO（パンチ連打）                      | Duelo De Gigantes: Round 2               | 2014年3月14日  |
| ○    | アルバロ・エンリケス                           | 2R 4:25 TKO（パンチ連打）                      | Duelo De Gigantes: Round 1               | 2013年3月1日   |
| ○    | ロバート・ファブリージ                         | 2R 2:31 TKO（パンチ連打）                      | CFFC 19                                  | 2013年2月2日   |
| ○    | アンソニー・ディアゴスティーノ                 | 2R 1:42 TKO（パンチ連打）                      | CFFC 6                                   | 2011年2月5日   |

## 獲得タイトル
- 第7代CFFCフェザー級王座（2016年）

## 表彰
- UFC ファイト・オブ・ザ・ナイト (1回)